# Ivan Del Prato
Ivan Del Prato (Seriate, 19 luglio 1968) è un allenatore di calcio ed ex calciatore italiano, di ruolo centrocampista, tecnico della Castellanzese.

## Biografia
Nato a Seriate, in provincia di Bergamo, è il padre del calciatore Enrico Delprato; la diversa grafia del cognome è dovuta a un'incomprensione anagrafica emersa solamente quando il figlio era adolescente, ragione per cui all'inizio della carriera anche Enrico veniva riportato come "Del Prato".

## Carriera
Cresciuto nelle giovanili dell'Atalanta, senza però aver mai esordito in prima squadra, entra a far parte del calcio professionistico nel 1989 con la maglia dell'Orceana, in Serie C2. Dopo una sola stagione fra i professionisti esordisce fra i dilettanti, dove disputa sette stagioni con le maglie di Darfo Boario e Albinese, con la quale conquista la promozione in C2 nel 1997.
Del Prato è uno dei testimoni diretti della nascita dell'AlbinoLeffe, nata in seguito alla fusione dell'Albinese, dove giocava, e del Leffe. La stagione 2007-2008 è l'ultima che Del Prato ha disputato con la squadra bluceleste, di cui è stato a lungo capitano e in cui ha collezionato ben 258 presenze (secondo solo a Mirco Poloni, per gare giocate, a seguito della fusione).
Dopo aver militato per quindici stagioni nell'AlbinoLeffe (nel dettaglio nove con l'AlbinoLeffe e sei con l'Albinese) è passato all'USO Calcio, squadra in cui, verso la fine della stagione, assume la carica di allenatore, non riuscendo a evitare la retrocessione in Eccellenza.
Nel dicembre 2009 viene chiamato alla guida della squadra Berretti del Pergocrema, in sostituzione dell'ex compagno di squadra Roberto Bonazzi, promosso allenatore della prima squadra. Con l'inizio della stagione 2010-2011 ritorna all'AlbinoLeffe, questa volta come allenatore degli Allievi Nazionali. Successivamente allena la formazione Berretti della società seriana. Dalla stagione 2015-2016 è alla guida tecnica del Darfo Boario, con cui vince il campionato di Eccellenza e viene promosso in Serie D.
Nel giugno 2018 diventa il nuovo allenatore della Pergolettese, tornando in società a distanza di otto anni; il successivo 6 novembre viene sollevato dall'incarico.
Per la stagione 2019-20 viene ingaggiato dal Brusaporto.
Nell'estate 2020 si accorda con la Virtus Ciserano Bergamo. Il 23 dicembre 2024, dopo la sconfitta contro il Bassano si dimette dall'incarico.
Il 18 giugno 2025 la Castellanzese, squadra lombarda di Serie D, annuncia di avergli affidato la guida tecnica della prima squadra a partire dal seguente 1° luglio.

## Palmarès

### Giocatore
- Campionato Nazionale Dilettanti: 1

```
Albinese: 
1996-1997

CAMPIONATO SERIE C2
Albinoleffe (1998-99)
CAMPIONATO SERIE C1
Albinoleffe (2002-03)
```

- Coppa Italia Serie C: 1

```
AlbinoLeffe: 
2001-2002
```

### Allenatore
- Eccellenza: 1

Darfo Boario: 2015-2016